# Nerw skórny boczny uda

Obszar unerwienia przez nerw skórny boczny uda oznaczony różowym kolorem i podpisany Lat. fem. cut.

Nerw skórny boczny uda (łac. nervus cutaneus femoris lateralis) − w anatomii człowieka nerw kończyny dolnej pochodzący ze splotu lędźwiowego. Składa się z włókien pochodzących z nerwów rdzeniowych L2, L3. Po wyjściu spod bocznego brzegu mięśnia lędźwiowego większego biegnie skośnie przez dół biodrowy, następnie przechodzi pod lub przez więzadło pachwinowe, rozwidla się na dwie gałęzie czuciowe i kończy się w skórze bocznej powierzchni uda.